# Skærsilden
Skærsilden (lat. purgatorium "renselsessted") er i den romersk-katolske kirkes dogmatik en tilstand mellem døden og saligheden, hvor afdøde gennemgår den renselse der er nødvendig før de kan komme i himlen, da "intet vanhelligt kommer derind" (Åb 21,27). Skærsilden er således et "forstadium" til himlen, ikke at forveksle med de lidelser som de fordømte tænkes at lide i Helvede. Det danske ord skærsild betydning er "renselsesild" og er egentlig en oversættelse af det latinske "ignis purgatorius", idet ild antoges at have en rensende virkning. Da ild imidlertid kun er en af de prøvelser sjælene udsættes for, ville f.eks. "purgatorium" være en mere dækkende betegnelse.
I senmiddelalderen foregik der i Europa en handel med såkaldte afladsbreve, hvor folk mod at yde bidrag/almisser til kirken (f.eks. byggeriet af Peterskirken i Rom) kunne erhverve sig et brev der indeholdt løfter om aflad, hvorved en synders tid i skærsilden kunne formindskes. Man kunne også få aflad gennem daglige eller ugentlige bønner, som man kunne læse op fra sine bønnebøger. Disse bønner lovede også aflad i vid udstrækning. Samtidigt kunne man via bønner hjælpe sine afdøde venner og frænders sjæle i skærsilden, og dermed nedsætte deres prøvelsestid. Afladshandelen blev en anstødssten for Martin Luther og var en af årsagerne til reformationen.
Skærsilden eller Purgatoriet indgår stadig i den katolske kirkes tro. Dog mere som et stadie og ikke som et fysisk sted. Emnet debatteres stadig.

## I kunsten
I Dantes «Guddommelige Komedie» er skærsilden (Purgatorio) anden bog. I Dantes middelalderlige verdensbillede befinder Helvede sig inde i jordkuglen. Helvede er tragtformet, og synderne er placeret dybere, jo værre synder de har begået; de værste helt inde i Jordens midte, sammen med Djævelen. Den jord som blev sprængt ud for at give plads til Helvede, danner et bjerg på undersiden af jordkuglen, stik modsat Jerusalem, og kaldes Skærsilds- eller Purgatoriebjerget. Her slider syndige men frelste sjæle sig møjsommeligt op mod toppen, forvisset om at frelsen venter dem. 